# Phyllophaga hoogstraali
Phyllophaga hoogstraali är en skalbaggsart som beskrevs av Saylor 1943. Phyllophaga hoogstraali ingår i släktet Phyllophaga och familjen Melolonthidae. Inga underarter finns listade i Catalogue of Life.